# Benrinnes
Benrinnes est une distillerie de whisky située à Aberlour dans le Banffshire en Écosse. Elle a été créée en 1826. Ses débuts ont été assez chaotiques puisque la distillerie a été détruite trois ans plus tard en 1829 par un glissement de terrain occasionné par une inondation. La distillerie pris à ce moment-là le nom d'une ferme se trouvant à proximité Lyne of Rutherie.
La distillerie changea plusieurs fois de propriétaires entre 1840 et 1865. Elle prit son nom définitif en 1845. La chambre des alambics fut détruite en 1896 par un incendie.
Benrinnes subit de plein fouet la crise du whisky de l’entre-deux-guerres : elle ferma entre 1932-1933 puis pendant la Seconde Guerre mondiale en 1943 – 1945.
Benrinnes est une des rares distilleries écossaise à pratiquer la triple distillation.
Ses whiskies sont très onctueux, marqués par des notes de miel et d'épices.

## Embouteillage officiel
- Benrinnes Fauna & Flora 15 ans 43°

## Embouteilleurs indépendants
- Benrinnes Signatory Vintage 1989 15 ans
- Benrinnes Gordon et Macphail 1989
- Benrinnes Gifted Stills 2001 jean Boyer
- Benrinnes Old Malt Cask  1990-2004 Douglas Laing
- Benrinnes The Coopers Choice  1989 12 ans 43°
- Benrinnes Best Casks of Scotland  12 ans 1992 43° jean Boyer